# Légmán Imre
Óhidi Légmán Imre (Buda, 1867. október 9. – Budapest, 1935. május 5.) építész, főmérnök, műszaki főtanácsos.

## Életpályája
Óhidi Légmán Imre a Zala megyei Óhídról származó nemesi család tagja. Édesapja, óhidi Légmán Izidor (1825–1909) ügyvéd, 1848-49-es tüzérfőhadnagy, édesanyja Hilbinger Anna (1838–1869). Apai nagyszülei óhidi Légmán Farkas, jómódú pápai szabómester és Hanusz Borbála voltak.  
Középiskolába a Budapesti Királyi Katolikus Gimnáziumba járt, majd a budapesti Királyi József Műegyetemre iratkozott be, ahol 1890-ben kapta meg építészi oklevelét. Baross Gábor kereskedelemügyi miniszter 1899-ben királyi segédmérnökké nevezte ki Egerbe, a Heves Megyei Államépítészeti Hivatalba. Elsődleges feladatul a vármegyei utak tervezését, kivitelezését és gondozását kapta, de épületeket is tervezett. 1892-ben előléptették királyi mérnökké. 1897-ben megvalósult első nagyobb terve: a pásztói polgári fiúiskola megnyitotta kapuit. Tervei szerint valósult meg az egri vincellériskola és a gyöngyösi leány polgári iskola is.
Legnagyobb szabású munkája az 1904-ben unokaöccsével, Bárány Gézával együtt tervezett egri színház épülete. A színházat azóta már többször átépítették és felújították, de alapjaiban még ma is őrzi az egykori eklektikus épület nyomát. 1905-ben megbízták az egri Magyar Királyi Államépítészeti Hivatal vezetésével, majd 1906-ban ugyanebbe a pozícióba helyezték a liptószentmiklósi Államépítészeti Hivatal élére. Ez idő alatt Rózsahegy (Ruzsomberok) városkában lakott a családjával. Itt a Felvidéken felújította és emelettel látta el a lőcsei nagyiskolai zárdát és internátust, a szepeshelyi tanítóképzőt és a liptószentmiklósi vármegyeházát és pénzügyigazgatóságot. 1910 júniusában visszatért Egerbe és belefogott egy magyar vagy únnevezett cifra szecessziós ház építésébe családja számára a Tündérpart utcában. 1911-ben Tiszafürednek járási székházat tervezett, 1914-ben Egerben jegyzői internátus épült a tervei szerint, majd ugyanott átalakította és kibővítette az Érseki Szent József internátust. 1915-ben műszaki tanácsossá nevezte ki a közlekedésügyi miniszter. 1917-ben a gyöngyösi tűzvész után részt vett a város újjáépítésében. 1919-ben állami műszaki főtanácsossá nevezték ki.
1921-ben vonult nyugdíjba, amikor is leányukhoz Gyöngyösre költöztek a feleségével. 1927-ben a Magyar Férfiak Szentkorona Szövetsége gyöngyösi csoportjának elnökévé választották. 1929-ben renoválta a gyöngyösi vármegyeházát neobarokk stílusban. 1934-ben a Haller-Berényi-Orczy kastélyt újította fel, melynek egy része leányuk és férje tulajdonában volt Gyöngyös városában.

## Házassága és leszármazottai
Légmán Imre 1890. június 21.-én vette nőül oroszi Bálványi Ilonát, oroszi Bálványi Ferenc és Wtodarczyk Júlia leányát. Esküvőjük a II. kerületi Kapucinusok templomában zajlott.  Első gyermekük, Lothár Emil 1891. május 6-án született és gépészmérnök, ipariskolai tanár és szakkönyvíró vált belőle. Másodszülött fiuk, Leó Tivadar 1894. szeptember 17-én született. Jogi egyetemet végzett, írt és szerkesztett. Leányuk, Lenke Ilona 1896. március 18-án született. 1919. január 25-én férjhez ment dr. Wiltner Sándor ideg- és elmeorvoshoz, akivel Gyöngyösön éltek.